# Caenohalictus schulthessi
Caenohalictus schulthessi är en biart som först beskrevs av Joseph Vachal 1903.  Caenohalictus schulthessi ingår i släktet Caenohalictus och familjen vägbin. Inga underarter finns listade.